# Sciolze
Sciolze (piemontiul: Siosse) egy olasz község Torino megyében. Lakosainak száma 1519 fő.

## Fordítás
- Ez a szócikk részben vagy egészben  a   Sciolze című olasz Wikipédia-szócikk fordításán alapul.  Az eredeti cikk szerkesztőit annak laptörténete sorolja fel. Ez a jelzés csupán a megfogalmazás eredetét és a szerzői jogokat jelzi, nem szolgál a cikkben szereplő információk forrásmegjelöléseként.